# Brianna Taylor
Brianna Taylor, más conocida como Brianna (Pensilvania, Estados Unidos; 30 de mayo de 1987), es una compositora, y actriz estadounidense. 
Es conocida por ser una de las tres mujeres en el famoso programa de MTV The Real World: Hollywood. Después que el show finalizara firmó un contrato como solista con Chamberlain Records. Desde niña, Brinna aspiraba a ser cantante de pop. Sus influencias musicales incluyen a ABBA, Britney Spears, Madonna, y Christina Aguilera. 
El 3 de junio del 2008 presentó su EP debut nombrado Brianna Taylor. Llegando al No. 1 en más de quince países en el iTunes Top 100 Álbumes entre los países se encuentra Estados Unidos, Canadá, y el Reino Unido. Con tanto éxito la cantante ha sido denominada como La Nueva Princesa del Pop.  Lanzó su primer sencillo Summertime por la cadena de radio KISS FM de Ryan Seacrest en Los Ángeles California.

## Biografía y carrera
La Madre de Taylor, Yvonne, Brianna levantado y su hermana, Victoria, del nacimiento como madre soltera. Vivieron primero en la vecindad airosa del montaje de Philadelphia antes de trasladarse al municipio de Warrington.
Taylor atendió ha East Central High School en el municipio de Buckingham Pensilvania, y se graduó en el 2005.
Taylor nunca tomó lecciones del canto, pero después de ganar varios concursos, tener la experiencia en cantar en varias bodas, su abuela comenzó a ser su couch vocal, ella audicionó para la competición popular del canto, American Idol durante la quinta estación de esa demostración y alcanzó los 44 superiores antes eventual de ser eliminada.
Antes de audicionar para The Real World: Hollywood (y eventualmente sido escogida para participar en su vigésima estación), Taylor era bailarina exótica por dos años en Double Visions en el municipio de Horsham, Pensilvania, cerca de Filadelfia.
Mientras que vivía en Filadelfia, Taylor mantuvo una relación volátil con un exnovio, en un punto, una los dos tuvieron una discusión violenta la cual le dio lugar a la detención y arresto eventual de Taylor a una carga reducida por acoso, el cual más adelante Taylor fue forzada ha ocuparse y atender a una corte en Philadelphia durante su estación en un episodio del programa de The Real World: Hollywood. En el segundo episodio de la serie, ella revela que ella había luchado una adicción contra la metanfetamina y a la cocaína solamente dos meses antes de ser elegida para participar en el programa de MTV.
Durante la demostración del programa, Brianna desarrolló una atracción mutua en su compañero de cuarto Joey Kovar, pero es disturbada más adelante por cómo él se comporta mientras que está intoxicado. Ella también vuelve a Filadelfia para resolver sus apuros legales durante el programa el cual la sigue a su casa en Filadelfia. Ella escogió varias canciones para su disco y tan bien realizó un concierto en vivo con Alex Band, el cual la llamó durante el programa. En la demostración del programa, Matthew Bair de powerpop band Bandcamp le ofrece una canción.
El álbum de Brianna fue coproducido por Tomas Constanza, y por Matthew Bair. El primer sencillo "Summertime" será lanzado durante el verano del 2008.

### Vida privada
Se la ha relacionado con distintos actores y cantantes. Se dice que estuvo saliendo con Matthew Bair durante octubre de 2007 hasta inicios del 2008, luego se le relacionó con su compañero Joey Kovar del programa The Real World: Hollywood. Actualmente ella ha dicho que está soltera y piense estarlo por varios meses. Varios la han criticado por su conducta con mujeres y han dicho que la intérprete es bisexual la que en varios episodios de The Real World: Hollywood se le ha visto besar a varias mujeres.
Es una gran amiga de DJ Caffein.

### American Idol
Durante el año 2005 la cantante se dedicó a escribir letras musicales y cantar en lugares públicos, su abuela la enseño a usar su vocales, y la obligó a audicionar en varios concursos de canto. Brianna audicionó para la competición popular del canto, American Idol durante la quinta estación de esa demostración y alcanzó los 44 superiores antes eventual de ser eliminada.

### The Real World: Hollywood
Brianna hizo el casting para The Real World: Hollywood cuando su amiga le dijo que seria gracioso verla en un reality show (programa de la vida real), Brianna hizo el casting pero pensó que nunca lograría ser uno de los finalistas, en octubre Brianna logró entrar al programa pero después de algunos episodios, sus problemas personales la hicieron regresar a Filadelfia, donde pudo limpiar su récord personal y regresar a la casa en Hollywood. Brianna tuvo la oportunidad de cantar junto a Matthew Bair. En el episodio final Brianna fue la última en dejar la casa, lo cual la hace la ganadora del programa aunque el premio mayor había sido un viaje ha Cancún, México  dos semanas antes de que el programa finalizara.

### Brianna Taylor debut
Para el álbum del mismo nombre, véase Brianna Taylor (EP)
Brianna Taylor es el primer álbum (EP) de lacantante norteamericana Brianna Taylor. El álbum EP fue grabado al terminar el programa The Real World: Hollywood. Brinna quería que el EP fuera lanzado durante la gran final de su programa pero no pudo encontrar fechas para poder lanzarlo. Sin embargo, el álbum fue lanzado el 3 de junio de 2008 solo un mes antes de que su programa finalizara. Debutó en el número uno en más de quince países incluyendo Estados Unidos, Canadá y Reino Unido, y en el #2 en Japón. Ha confirmado más de 20'000 discos, acercándose a los 25'000. Mundialmente ha vendido 1.5 millones de discos, convirtiéndose en uno de los debut EP más vendidos (#3) por una artista menor de 25 años.

### Debut del sencillo
Summer Time (Tiempo para el Verano) es una canción de Brianna, producida por Tomas Costanza y
Matthew Bair. Esta fue lanzada alrededor del Mundo como el sencillo debut de la intérprete, y como el primero a nivel internacional del álbum Brianna Taylor (EP) durante el tercer cuarto del año 2008 en los Estados Unidos, y durante el último cuarto del mismo año en el resto del Mundo.  Se trata de uno de los más grandes éxitos en la historia musical independiente. Billboard declaró que la canción es el éxito más grande del verano 2008. Desde que fue lanzada en las tiendas digitales ha vendido más de medio millón de copias en Estados Unidos.

## Conciertos
Brianna ha cantado en vivo varias veces, ella fue invitada a cantar junto Matthew Bair en su gira en Los Ángeles, California. Brianna también ha podido cantar en varias ocasiones junto ha otros artista, como cuando canta la canción Forever junto a Chris Brown. En febrero se anunció que Brianna abriría los conciertos de Blake Lewis en los Estados Unidos, también se ha rumoreado que Jive records le ha ofrecido ser la artista que abra los conciertos para Britney Spears en el 2009, pero nada se ha confirmado.

## Puntos de vista políticos
Brianna no apoya al presidente de los Estados Unidos George W. Bush, ya que ha dicho que no puede creer que alguien pueda haber hecho sufrir tanto a su país. En el verano del 2008 expresó su apoyo a Hillary Clinton y Barak Obama para las elecciones del 2008.

## Críticas
Brianna ha sido blanco de críticas desde el inicio de The Real World, generando controversias de manera más o menos continuada que (a su manera) han ayudado a incrementar su notoriedad popular. Los juicios sobre su manera de trabajar son generalmente dispares: muchos críticos musicales ponen en duda su talento, mientras que otros la proclaman La Nueva Princesa del Pop.
Una crítica común en contra de Brianna se centra en su voz, que algunos consideran que es débil y limitada. Sin embargo, hay que precisar que dichas críticas suelen basarse en comparaciones con cantantes excepcionalmente dotadas como Christina Aguilera y Britney Spears.
Varios críticos la han criticado por su forma de comportamiento, y muchos de ellos la comparan con Paris Hilton y Nicole Richie. En una entrevista con the Daily News en Nueva York, la reportera le dijo que varios críticos la llaman La Paris Hilton del 2008. Brianna se sorprendió, ya que ha sido bastante reservada en lo tocante a su vida personal: en la entrevista se limitó a sonreír y no hizo ningún comentario. Cuando en julio se le preguntó en una conferencia de prensa de MTV internacional qué opinaba con respecto al ataque de que la habían hecho objeto los críticos, replicó lo siguiente: «Realmente no he prestado atención a las críticas, no me importa porque no voy a caer en su juego...».

## Logros profesionales
- Brianna se encuentra en la posición #1 de los artistas más buscados en la página de MTV.
- Su debut EP se encuentra en la posición #1 de los EP independientes más bajados en iTunes.
- Su debut EP llegando al No. 1 en más de quince países.
- Su debut EP es el más vendido en Estados Unidos y Canadá.
- De los 132 miembros de The Real World Brianna es la #2 más popular solamente detrás Pedro.

## Chamberlain Records
Brianna firmo un contrato con Chamberlain Records en el mes de enero, ella escogió el mes de julio para lanzar su primer debut álbum, pero por problemas personales la cantante no pudo terminar el álbum y solamente pudo lanzar un EP en el mes de junio. Cuando su EP fue lanzado en la páginas de amazon.com y itunes rápidamente se posicionó en el número uno de las dos listas musicales, las cuales tres días después decidieron lanzar el EP mundialmente con un éxito enorme, la que en solamente una semana se posicionó en el número uno en más de quince países incluyendo el Reino Unido, Canadá y mundialmente el álbum tiene el récord de ser el más vendido en su primera semana alcanzando medio millón y es el álbum digital que más rápido se ha vendido por la compañía Chamberlain Records.

## Discografía

### Álbumes
| Año  | Discos         | iTunes Chart | iTunes Chart | iTunes Chart | iTunes Chart | iTunes Chart | iTunes Chart | iTunes Chart | iTunes Chart | iTunes Chart | iTunes Chart | iTunes Chart | Comentarios                                                            |
| Año  | Álbumes        | US           | UK           | CAN          | AUS          | NZ           | ALE          | AUT          | SUI          | CHN          | JAP          | UWC          | Comentarios                                                            |
| ---- | -------------- | ------------ | ------------ | ------------ | ------------ | ------------ | ------------ | ------------ | ------------ | ------------ | ------------ | ------------ | ---------------------------------------------------------------------- |
| 2008 | Brianna Taylor | 1            | 1            | 1            | 1            | 1            | 1            | 1            | 1            | 1            | 2            | 1            | Fecha de lanzamiento: 3 de junio de 2008 Ventas mundiales: 1 million + |

## Actuaciones

### Televisión
| Año  | Título                                      | Papel      | Notas        |
| ---- | ------------------------------------------- | ---------- | ------------ |
| 2005 | American Idol                               | Ella Misma | Temporada 5  |
| 2008 | The Real World: Hollywood                   | Ella Misma | Temporada 20 |
| 2009 | Real World/Road Rules Challenge: Las Ruinas | Ella Misma | Temporada 18 |